# Наводнения в Южной Азии (2017)
Около 1 300 человек погибло и более 45 млн человек пострадали от широкомасштабных наводнений, вызванных муссонами в южноазиатских странах: Бангладеш, Индия, Непал и Пакистан, с июля по сентябрь 2017. Больше всего пострадавших в Индии — более тысячи погибших.

## Предпосылки и причины
Муссоны в Южной Азии идут каждый год с июня по сентябрь, но в 2017 году сезон дождей был намного сильнее, чем в среднем, в результате чего были наводнения и оползни в масштабах, которые не наблюдались в последние годы. Эксперты называют эти наводнения в Южной Азии крупнейшими за последние десятилетия, учитывая затруднение с долгосрочными поставками продовольствия из-за уничтоженных посевов. по Состоянию на 2 сентября была подтверждена гибель 1288 человек, ещё свыше 45 миллионов пострадало. По данным ЮНИСЕФ, эта цифра включает в себя 16 миллионов детей.
Международный центр по изменению климата и развития (International Centre for Climate Change and Development, ICCCD) и другие утверждают, что эти наводнения осложняются изменением климата.

## Пострадавшие страны

### Бангладеш
По состоянию на 1 сентября, наводнения, которые Международная федерация обществ Красного Креста и Красного Полумесяца назвала сильнейшими за последние четыре десятилетия, продолжаются приблизительно на одной трети территории Бангладеш, главным образом в северной, северо-восточной и центральной частях страны. В разгар бури 11 августа в течение нескольких часов выпало осадков, как за неделю регулярных муссонных дождей. Ожидаются ещё большие дожди и наводнения, в том числе в Дакке, столицы страны. Более шести миллионов пострадали, по данным ЮНИСЕФ, по другим оценкам до 8,5 миллионов. Потери составили почти 700 000 повреждённых или разрушенных домов, затоплено 4,8 млн га сельхозугодий и тысячи километров разрушенных дорог. Огромное количество разрушенных земель, в основное время выращивания риса, вызывает опасения продовольственного кризиса в стране.
Сообщается, что от наводнения погибли около 140 человек. Более пятидесяти тысяч человек были перемещены, дополнительно к почти тридцати тысячам беженцев после столкновений в 2016-17 годах в Северном штате Ракхайн.
В спасательных операциях задействованы 8 тысяч полицейских и солдат.

### Индия
Наводнение в Индии затронуло в основном северную часть страны, включая штаты Ассам, Западная Бенгалия, Бихар и Уттар-Прадеш. В двух последних погибли соответственно более 500 и более 100 человек. В целом от наводнения пострадали более 31 миллиона человек, и были повреждены или разрушены свыше 800 000 домов. Более 85 % территории Национального парка Казиранга было затоплено. Чиновники подверглись критике за то, что не провели больше профилактических мероприятий в этих наводнений. Например, агентство Reuters сообщило, что в Бихаре были нарекания на количество насыпей и дорог, которые были разработаны без учёта отвода воды. В штате Гуджарати, наводнения и ливни привели к 224 погибших в июне и июле.
Мумбаи сталкивается с серьёзными проблемами каждый год во время сезона дождей из-за строительных ограничений и большого количества бездомных, в этом сезоне на город выпало больше осадков и наводнения были бо́льшими, чем во время наводнения 2005 года в Махараштри. Одна больница была затоплена и городской общественный транспорт не действовал. Из-за непогоды рухнул столетний многоэтажный дом, погибли по меньшей мере 33 человека.
Уже третий год подряд, сезон дождей был отмечен наводнениями на северо-западе и северо-восточных регионах, в то время как засуха в Индии усилилась вдоль Южного полуострова. Согласно пресс-релизу Индо-Азиатской службы новостей, опубликованному в сентябре, эти «экстремальные дожди выросли втрое за последние несколько лет и теперь распространяются по всей центральной Индии — от Гуджарата до Ориссы.»

### Непал
По состоянию на 24 августа, 143 человека погибли в Непале; 1,7 млн пострадали от наводнений и около 461,000 были вынуждены покинуть своё жилье. Более 34 000 домов были затоплены, разрушены 1,000. Часть шоссе Махендра, важнейшая магистраль между Востоком и Западом страны, была смыта. Сельскохозяйственные эксперты предсказывали, что производство риса в стране уменьшится. Взлетно-посадочная полоса аэропорта Биратнагар была затоплена, и аэропорт был вынужден закрыться 15 августа.
Эксперты заявили, что наводнение было худшим в Непале за последние несколько лет; примерно треть страны была затоплена, большая часть подтоплений — в бедных районах страны.

### Пакистан
Муссонные дожди вызвали подтопления города в Карачи, крупнейшем городе Пакистана. По меньшей мере 23 человека, включая семерых детей, погибли после того, как в Карачи выпало 130 мм осадков 31 августа. Большинство жертв погибли от удара током, другие погибли от частичных обрушений зданий или утонули. Ещё двое умерли в Кашмори и Джамшоро, районах в провинции Синд.
Наводнение началась чуть больше, чем через неделю после 41 мм дождя в Карачи 21-22 августа. 19 человек погибли от инцидентов, связанных с дождём — в том числе поражений электрическим током, падения рекламных щитов и обрушений кровли, согласно данным спасательных служб Едхи и Чхипа.